# GroupLens
GroupLens研究所（英語：GroupLens Research）是一个位于美国明尼苏达大学双城分校计算机科学与工程系的人机交互研究实验室，专门研究推荐系统和虚拟社区。该机构还致力于移动计算和普适计算、数字图书馆和本地地理信息系统的研究。GroupLens实验室是最早研究自动推荐系统的实验室之一，建立了Usenet文章推荐引擎—— "GroupLens"推荐器，以及用于研究推荐引擎、标签系统和用户界面的热门电影推荐网站MovieLens。该实验室还因其成员研究开放内容社区的工作而备受瞩目，如Cyclopath——一个计算型地理维基（geo-wiki），目前正在双城用于帮助规划区域自行车系统。

## 历史
1992年，约翰·里德尔（John Riedl）和保罗·雷斯尼克（Paul Resnick）出席了CSCW会议，在听取了尚培·库孟（Shumpei Kumon）关于信息经济的主题报告后，他们开始创建基于协同过滤技术的新闻推荐系统。该系统收集用户对文章的评分，并预测用户对其他文章的喜好程度。这是最早的自动化协同过滤系统推荐引擎之一。该系统被命名为GroupLens，随后里德尔所在的实验室也以GroupLens命名。
1995年，里德尔和雷斯尼克邀请约瑟夫·康斯坦加入GroupLens，将推荐引擎应用于大规模数据，并改进推荐系统的性能。
1996年，里德尔和康斯坦等人联合创办了以推荐系统为核心技术的公司——Net Perceptions。其客户包括Amazon等。里德尔和康斯坦根据公司的运营经历，出版了《口碑效应》一书，该书系统地介绍了协同过滤推荐技术和相应的营销策略。
1997年，GroupLens发布MovieLens系统，并向公布了其数据集，繁荣了信息推荐这一领域的研究。
2002年，GroupLens邀请洛伦·特文（Loren Terveen）加入，将研究领域扩展到虚拟社区和社交计算。
2008年，GroupLens发布了地理维基系统——Cyclopath。
2012年，GroupLens邀请西北大学教授布伦特·赫希特加入实验室，展开地理社交计算和基于位置的技术领域的研究。
2013年7月16日，GroupLens创始人里德尔因癌症去世。

## 贡献
- MovieLens推荐系统：MovieLens 是非盈利的电影推荐系统。目前包括用户超过16万，评分总量超过1千5百万。向学术界提供用户评分及标签数据集。
- Wikipedia：发表多篇关于Wikipedia的高质量学术论文。[4]
- Cyclopath：创建于2008年的Cyclopath系统，是面向骑行爱好者的地理维基系统。该系统吸引的双城地区数百名骑行爱好者。[5]